# マット・ヒューム
マット・ヒューム（Matt Hume、1966年7月14日 - ）は、アメリカ合衆国の男性総合格闘家。ワシントン州シアトル出身。AMCパンクレイション主宰。
日本の総合格闘技イベントPRIDE、DREAMでジャッジおよびルールディレクターを務めていた。
元UFC世界フライ級王者デメトリアス・ジョンソンのヘッドコーチを務めている。また、ジョシュ・バーネットやボブ・サップ、桜井"マッハ"速人、小路晃などを指導したこともある。

## 来歴
柔道、レスリング、サンボ、空手、中国拳法、キックボクシングなど、多彩な格闘技歴を持つ。
1994年4月21日、パンクラスで初来日。稲垣克臣と対戦し、判定負け。1994年はパンクラスで7試合を戦った。
1997年3月28日、Extreme Fighting 4でパット・ミレティッチと対戦し、TKOで勝利。
2002年12月13日、HOOKnSHOOTでショーン・ピータースと対戦し、腕ひしぎ十字固めで一本勝ち。以来、総合のリングからは遠ざかっている。

## 戦績
| 総合格闘技 戦績 | 総合格闘技 戦績 | 総合格闘技 戦績 | 総合格闘技 戦績 | 総合格闘技 戦績 | 総合格闘技 戦績 | 総合格闘技 戦績 |
| --------------- | --------------- | --------------- | --------------- | --------------- | --------------- | --------------- |
| 10 試合         | (T)KO           | 一本            | 判定            | その他          | 引き分け        | 無効試合        |
| 5 勝            | 2               | 3               | 0               | 0               | 0               | 0               |
| 5 敗            | 0               | 2               | 3               | 0               | 0               | 0               |

| 勝敗 | 対戦相手               | 試合結果                           | 大会名                                                                         | 開催年月日     |
| ○    | ショーン・ピータース   | 1R 1:45 腕ひしぎ十字固め           | HOOKnSHOOT: Absolute Fighting Championships 1                                  | 2002年12月13日 |
| ○    | パット・ミレティッチ   | 1R終了時 TKO（ドクターストップ）   | Extreme Fighting 4                                                             | 1997年3月28日  |
| ○    | エリック・パーソン     | 3R 0:44 TKO（カット）              | Extreme Fighting 3                                                             | 1996年10月18日 |
| ×    | 鈴木みのる             | 10分終了 判定（ロストポイント1-0） | パンクラス 1994 ROAD TO THE CHAMPIONSHIP 【KING OF PANCRASE TOURNAMENT 1回戦】 | 1994年12月16日 |
| ○    | スコット・ソルビン     | 0:38 腕ひしぎ十字固め              | パンクラス 1994 ROAD TO THE CHAMPIONSHIP                                       | 1994年10月15日 |
| ×    | ジェイソン・デルーシア | 15分終了 判定（ロストポイント3-2） | パンクラス 1994 ROAD TO THE CHAMPIONSHIP                                       | 1994年9月1日   |
| ×    | 山田学                 | 2:31 ヒールホールド                | パンクラス 1994 ROAD TO THE CHAMPIONSHIP                                       | 1994年7月26日  |
| ×    | ウェイン・シャムロック | 5:50 チキンウイングアームロック    | パンクラス 1994 ROAD TO THE CHAMPIONSHIP                                       | 1994年7月6日   |
| ○    | スコット・ビーザック   | 1:21 胴絞めスリーパーホールド      | パンクラス 1994 ROAD TO THE CHAMPIONSHIP                                       | 1994年5月31日  |
| ×    | 稲垣克臣               | 30分終了 判定（ロストポイント2-0） | パンクラス 1994 PANCRASH!                                                      | 1994年4月21日  |